# Ben Ahlers
Ben Ahlers (Fort Dodge, 17 agosto 1996) è un attore statunitense.

## Carriera
È noto principalmente per il ruolo di John "Jack" Trotter nella serie televisiva The Gilded Age. Precedentemente è stato fra i protagonisti della serie TV crime When the Streetlights Go On. Nel 2025 è entrato nel cast della serie The Last of Us nel ruolo di Burton.
Al contempo è attivo anche in ambito teatrale.

## Filmografia

### Cinema
- A Wonderful Way with Dragons, regia di Delphine Paolini (2025)

### Televisione
- The University – serie TV, episodi 1x01-1x05 (2016-2019)
- The Village – serie TV, 7 episodi (2019)
- Instinct – episodio 2x04 (2019)
- When the Streetlights Go On – serie TV, 10 episodi (2020)
- Le terrificanti avventure di Sabrina (Chilling Adventures of Sabrina) – serie TV, episodio 4x03 (2020)
- The Gilded Age – serie TV, 25 episodi (2022-2025)
- The Last of Us – serie TV, episodi 2x04-2x07 (2025)

### Cortometraggi
- Anna Garcia Does a One Woman Play, regia di Anna Garcia (2017)
- Walk Off, regia di Andrew Howell (2019)
- Smago, regia di Henry Haber (2023)

## Doppiatori italiani
Nelle versioni in italiano delle opere in cui ha recitato, Tom Ballard è stato doppiato da:
- Stefano Broccoletti in The Gilded Age
- Alessio Puccio in The Last of Us